# Wilaya di al-Sunayna
La Wilāya di al-Sunayna (in arabo ولاية السنينة‎?, Wilāyat al-Sunayna) è una delle tre Wilāyāt che costituiscono il Governatorato (Muḥāfaẓa) di al-Buraymī, nel Sultanato dell'Oman.
La Wilāya si trova a nord ovest del Sultanato, sul confine con gli Emirati Arabi Uniti. La sua nascita è relativamente recente (2006) quando le autorità omanite decisero di costituire una terza Wilāya con porzioni delle altre due Wilāyāt di al-Buraymi e di Maḥḍa.
A vocazione prevalentemente agricola, la Wilāya di al-Sunayna produce erba medica (alfalfa), frutta e grano, in quantità sufficienti alle necessità dei suoi abitanti, per lo più tribù arabe nomadi e seminomadi, dedite all'agricoltura o all'allevamento.